# Usenet
В интернет дискусионните групи (или нюзгрупите) са мрежа, наречена още Usenet мрежа от сървъри, на които се пускат форуми, позволяващи на потребителите да обсъждат всяка възможна тема с помощта на клиентски софтуер. Всеки потребител може да прегледа дискусионната група, да отговори на съществуващо съобщение или да изпрати ново съобщение.
Мрежата е структурирана йерархично с няколко дузини групи от най-високо ниво и няколко дузини под всяка такава група и т.н. От третото ниво надолу групите обикновено съдържат дискусии, както и подгрупи, които обсъждат по-конкретни теми от областта на дискусията. Всичко на всичко има няколко десетки хиляди дискусионни групи и всеки интернет доставчик среден или по-голям поддържа сървър за дискусионни групи с избор от няколко хиляди от тях.
Технологията на групите е почти забравена от началото на 21 век, като пряк резултат от появата на форума, който е уеб базирана алтернатива на дискусионната група, и по този начин се елиминира необходимостта от инсталиране на клиент, за да бъде осъществявана дейност в дискусионната група.

## Свързани понятия
- NNTP
- Компютърни комуникации